# Namdalen

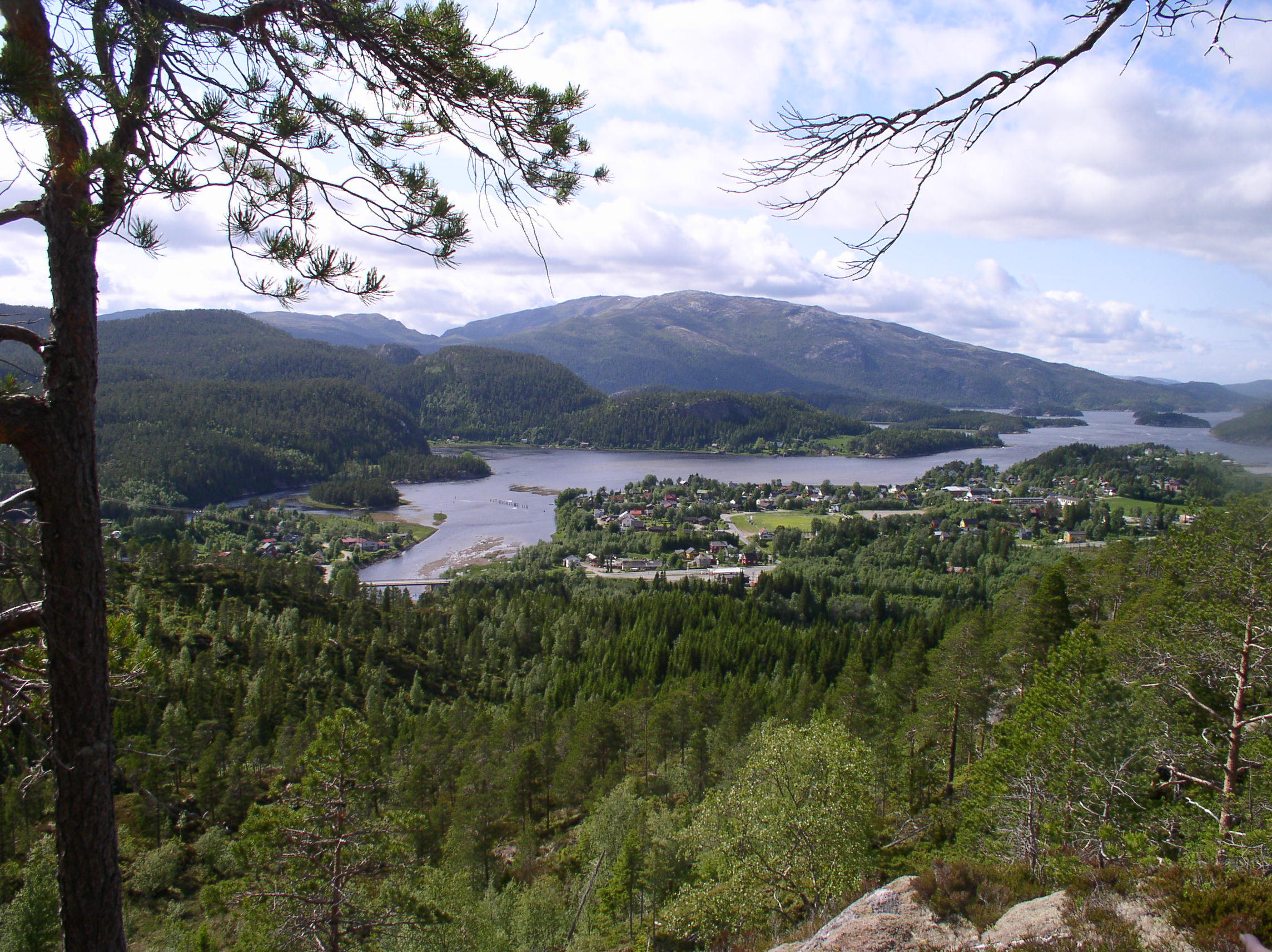
Bangsund, près de Namsos

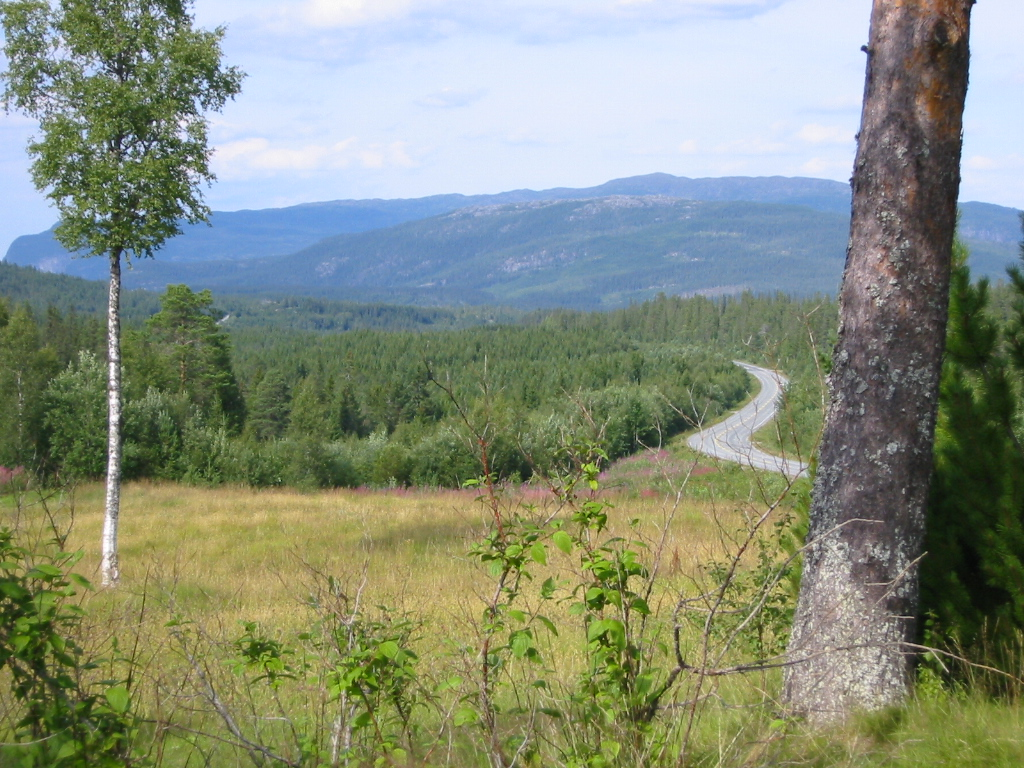
Près de Grong, la route européenne E6 suit la vallée de la Namsen sur près de 100 km.

Le Namdalen est un landskap de Norvège, situé dans le comté du Trøndelag, autour de la vallée de la rivière Namsen. Le cœur du landskap est la vallée et la rivière qui lui ont donné leur nom (Namdal vient du vieux norrois Naumudalr : « vallée de la Nauma », rivière portant aujourd'hui le nom de Namsen).
Les municipalités du landskap sont Namsos, Grong, Overhalla, Røyrvik, Fosnes, Nærøy, Høylandet, Namdalseid, Flatanger, Leka, Namsskogan et Vikna, toutes dans le Nord-Trøndelag, auxquelles se rajoute Bindal, dans le comté de Nordland.

## Histoire
À l'époque des Vikings, le royaume de Namdalen était l'un des nombreux petits royaumes se partageant la Norvège.

## Économie
L'agriculture et l'exploitation forestière sont les principales actitivités du Namdalen. Les champs de céréales de la vallée sont parmi les plus septentrionaux de Norvège.

## Source
- (en) Cet article est partiellement ou en totalité issu de l’article de Wikipédia en anglais intitulé « Namdalen » (voir la liste des auteurs).